# Vincent la Chapelle

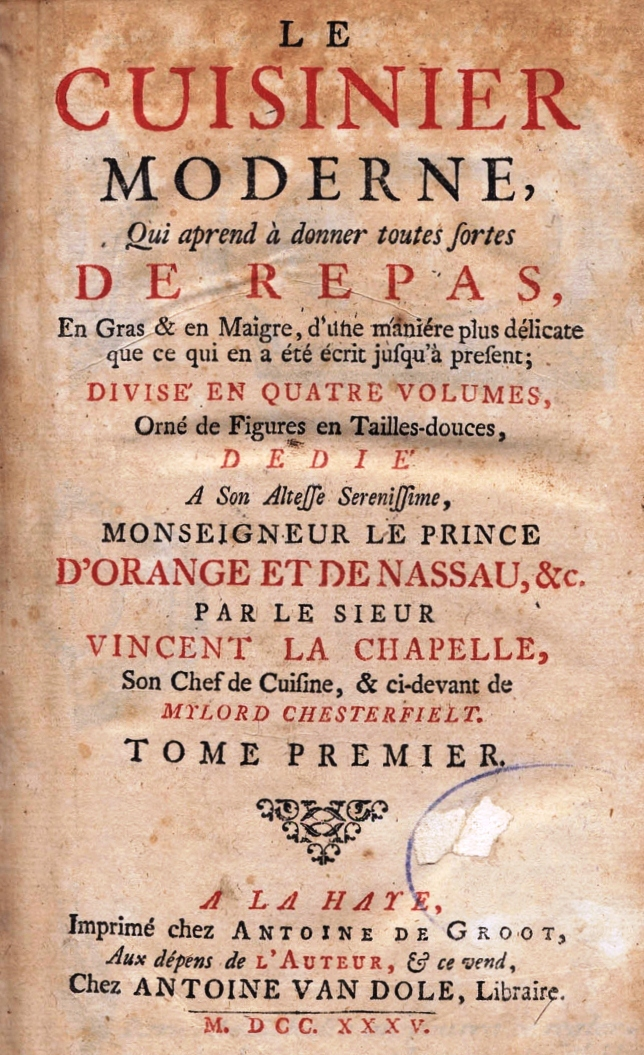
In 1735 verscheen Le Cuisinier moderne qui apprend à donner à manger toutes sortes de repas, en gras et en maigre, d'une manière délicate que ce qui en a été écrit jusqu'à présent.

Vincent la Chapelle (1690 of 1703 – Apeldoorn, 14 juli 1745) was een beroemde Franse chef-kok, afkomstig uit een landadelijke familie. Hij publiceerde in 1733 The modern cook. De prijzige ingrediënten en de lange bereidingstijden tonen dat hij zich richtte tot een "upper class" en die beïnvloedde in haar eetgewoonten. Twee jaar later verscheen in het Frans Le Cuisinier moderne. In 1742 groeide het uit tot een meerdelig werk. La Chapelle vereenvoudigde en verfijnde de overdadige Franse keuken tot een bescheiden gebruik van basilicum, peterselie, kervel, tijm en laurier. Omstreeks 1735 trad La Chapelle in dienst als kok van stadhouder Willem IV en bleef dat tot zijn dood in juli 1745. 

## Biografie
Over La Chapelle is weinig geweten. Hij deed ervaring op in Parijs en reisde, volgens zijn voorwoord in Le Cuisinier moderne naar Spanje, Portugal en Indië. Of zijn reizen effectief plaatsvonden, betwijfelen sommigen. Niettemin, wijdt hij in Le cuisinier moderne een hoofdstuk aan het bewaren van voedsel bij zeereizen, wat zijn reiservaring aannemelijk maakt. La Chapelle stond open voor een onbekende en buitenlandse receptuur. In Le cuisinier moderne benoemt hij die recepten vaak bij hun oorspronkelijke naam. 
Zijn eerste sporen in Nederland laat La Chapelle  achter in 1731. In 1733 is hij hoofd van de keukens van de vierde graaf van Chesterfield, Phillip Dormer Stanhope, de Engelse ambassadeur in Den Haag tussen 1728 en 1731-32. Hij onderhandelde er over het huwelijk van de latere stadhouder Willem IV met Anna, de dochter van koning George II van Groot-Brittannië. Bronnen geven aan dat de Frans georiënteerde Chesterfield in die periode een Franse meesterkok zocht. Rond 1735, kort na het huwelijk (op 25 maart 1734, waarvoor Händel de muziek componeerde) van de prinses en de stadhouder wordt La Chapelle 'Chef d'Office' of 'Chef de Cuisine' bij de stadhouder.

## Zijn keuken
Zoals toen gebruikelijk plagieerde hij veel recepten. Van de door La Chapelle openlijk verfoeide grote Franse kok François Massialot nam hij veel recepten over. Hij beschreef Engelse recepten voor steak, taarten, pasteien en recepten met oesters. Uit de Hollandse keuken komen appelbollen en visrecepten, zuurkool met nootmuskaat en gele erwten, rodekool met lamskoteletten of braadworst, boerenkool met kastanjes en ganzen- of eendenborst. Op Franse leest zijn er recepten voor wild zoals konijnfricassee in champagne. Een aantal recepten zijn Indisch met rijst als bijgerecht. De Hollanders kenden rijst al meer dan honderd jaar, aldus Maria de' Medici.
In de laatste driehonderd jaar veranderde er soms niets aan zijn recepten, zoals appeltaart met goudreinetten, kaneel en rozijnen. La Chapelle bereidde een verrukkelijke likeur van geraspte kweepeer die enkele maanden trok in cognac met kaneel, kruidnagel en witte peper.

## Den Haag en de vrijmetselarij
La Chapelle was de oprichter van de eerste vrijmetselaarsloge in de Noordelijke Nederlanden. Op 19 november 1734 stichtte hij als Voorzittend Meester, samen met onder anderen Philippe Fiuvet (Eerste Opziener), François Liegois (Tweede Opziener), Salomon Noch, Nicolas Mulo, Jean Fache en een zekere Dekker de Loge du Grand Maître des Provinces-Unies et du Ressort de la Généralité in het logement Le Lion d'Or aan de Hofstraat in Den Haag.
De leden van deze loge waren veelal verbonden aan het hof van Willem IV of afkomstig uit de diplomatieke kringen. Ook de waard van Le Lion d'Or, Antonie Maillet, werd ingewijd. Dat Willem IV zelf vrijmetselaar was, is onwaarschijnlijk, maar hij toonde wel interesse in de loge.
De Haagse loge kreeg in 1735, na de oprichting van andere loges in onder meer Amsterdam, de functie van landelijke Grootloge. De loge was sterk beïnvloed door de Engelse vrijmetselarij en had een uitgesproken internationaal en Oranjegezind karakter.
Nog datzelfde jaar werd het logewerk echter door de Staten van Holland en West-Friesland verboden, onder druk van kerkelijke en politieke tegenstanders. De oorspronkelijke Haagse loge legde haar werk neer, maar zou later worden voortgezet in de vorm van Loge L'Union Royale.